# Canadian Bill of Rights
Canadian Bill of Rights är en lag i Kanada som garanterar en rad rättigheter. Den klubbades igenom under premiärminister John Diefenbakers regering den 10 augusti 1960.

### Fotnoter
1. ↑  Canadian Bill of Rights, S.C. 1960, c. 44.